# Hina Ikahehegi

a Compétitions nationales et continentales officielles uniquement.

b Matchs officiels uniquement.
Dernière mise à jour le 15 juillet 2025.
Hina Ikahehegi, née vers 2003, est une joueuse internationale française de rugby à XV qui évolue au poste de deuxième ligne.

## Biographie
Hina Ikahehegi grandit dans le Pas-de-Calais au sein d'une famille d'origine wallisienne et de joueurs de rugby à XV (son père a joué au RC Arras). Son frère Aselo est professionnel : il a joué au Racing 92 et à l'USON Nevers. Elle fait ses débuts en rugby à XV à l'ASS Leforest avant de rejoindre le pôle espoir de Villeneuve-d'Ascq.
Elle fait ses débuts avec l'équipe première du Lille Métropole rugby club villeneuvois en octobre 2021.
En décembre 2023, elle fait partie de l'effectif qui est retenu pour préparer le Tournoi des Six Nations 2024 avec l'équipe de France mais ne dispute aucun match.
Finalement, elle fait ses débuts avec l'équipe de France en septembre 2024 contre l'Angleterre, en match de préparation au WXV.